# Hoplodactylus delcourti
Hoplodactylus delcourti је гмизавац из реда Squamata и фамилије Gekkonidae.

## Угроженост
Ова врста је изумрла, што значи да нису познати живи примерци.

## Распрострањење
Ареал врсте је био ограничен на једну државу. 
Нови Зеланд је био једино познато природно станиште врсте.